# Black Sheep (2006)
Black Sheep is een horrorfilm met een komische inslag uit 2007. De film is opgenomen in Nieuw-Zeeland, waar de special effects verzorgd werden door Weta Workshop. Hetzelfde bedrijf verzorgde de special effects voor onder meer The Lord of the Rings.

## Verhaal
Op het platteland van Nieuw-Zeeland woont de familie Oldfield. Angus Oldfield doet genetische experimenten met schapen. Wanneer twee activisten dit ontdekken, stelen ze een container met daarin een genetisch gemanipuleerd lammetje, dat per ongeluk ontsnapt, wat vreselijke gevolgen heeft. Binnen korte tijd vermoorden hordes op hol geslagen vleesetende schapen over het gehele platteland iedereen die op hun pad komt. De plattelandsbewoners moeten hier een einde aan zien te maken, maar iedereen die wordt gebeten en het overleeft, verandert langzaam zelf in een 'weerschaap'.

## Rolverdeling
| Acteur              | Rol          |
| ------------------- | ------------ |
| Matthew Chamberlain | Oliver       |
| Oliver Driver       | Grant        |
| Tammy Davis         | Tucker       |
| Peter Feeney        | Angus        |
| Tandi Wright        | Dr Rush      |
| Mick Rose           | Mike         |
| Nathan Meister      | Henry        |
| Danielle Mason      | Experience   |
| Eli Kent            | Young Oliver |
| Nick Fenton         | Young Henry  |